# Campanha d'Armanhac
Campanha d'Armanhac (en francès Campagne-d'Armagnac) és un municipi francès situat al departament del Gers i a la regió d'Occitània.

## Geografia

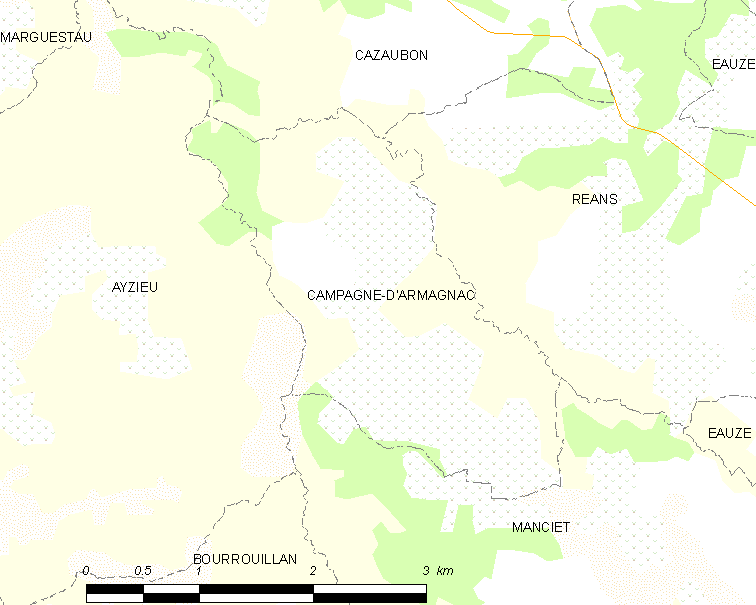
Mapa de la comuna de Campanha d'Armanhac

## Administració
| Període   | Identitat     | Partit        |
| --------- | ------------- | ------------- |
| 2001-2008 | Robert Farbos | Divers gauche |
| 2008-     | Claude Vettor |               |

## Demografia
| 1962                                       | 1968 | 1975 | 1982 | 1990 | 1999 | 2006 |
| ------------------------------------------ | ---- | ---- | ---- | ---- | ---- | ---- |
| 288                                        | 255  | 207  | 188  | 176  | 167  | 205  |
| Des de 1962: població sense dobles comptes |      |      |      |      |      |      |